# Påmark
Påmark (finska: Pomarkku) är en kommun i landskapet Satakunta i Finland. Folkmängden i Påmark kommun uppgår till 2 013 invånare, och den totala arealen utgörs av 332,04 km². Folkmängden i tätorten Påmark kyrkoby uppgick den 31 december 2012 till 1 414  invånare, landarealen utgjordes av 5,30  km² och folktätheten uppgick till 266,8  invånare/ km². Påmark kommun grundades år 1868. Kommunen gränsar till Kankaanpää stad, Sastmola kommun, Björneborgs stad och Siikais kommun.
Påmark kommun ingår i Björneborgs ekonomiska region.
Påmark kommuns språkliga status är enspråkig finsk.

## Historia
I historiska dokument omnämns Påmark första gången i slutet av 1300-talet. I jordeboken år 1540 uppges antalet skattehemman till fyra.

## Påmark församling
Påmark grundades som bönehusförsamling under Ulvsby pastorat år 1802. Påmark uppgraderades till kapellförsamling 1834. Avskildes från Ulvsby år 1861, och uppgick i Norrmark församling. Avskildes till eget pastorat 1899. Församlingens finska namnform är: Pomarkun seurakunta.
Byar som har tillhört Påmark församling i äldre tider: Harhala, Honkakoski, Kilholm (fi. Kiilholma), Kivijärvi, Laitila, Längelmäki, Påmark (fi. Pomarkku), Tuunajärvi och Uusikylä.  Sedermera har Påmarks kommun utökats med ett antal byar, bland vilka kan nämnas: Haapakoski, Harjankoski, Hultet (fi. Hiilimäki), Riutta och Ruokejärvi.

## Styre och politik

### Mandatfördelning i Påmarks kommun, valen 1976–2021
| 5 | 4 | 1 | 7 | 4 |

| 5 | 4 | 1 | 7 | 4 |

| 5 | 3 | 1 | 8 | 4 |

| 5 | 4 | 8 | 4 |

| 5 | 3 | 2 | 8 | 3 |

| 4 | 4 | 2 | 9 | 2 |

| 4 | 3 | 1 | 10 | 3 |

| 4 | 3 | 11 | 3 |

| 15 | 6 |

| 4 | 3 | 10 | 4 |

| 14 | 7 |

| 2 | 4 | 1 | 10 | 4 |

| 19 |

| 2 | 4 | 10 | 5 |

| 14 | 7 |

| 2 | 3 | 4 | 7 | 5 |

| 11 | 10 |

### Vänorter
Påmark kommun har en vänort:
- Rakke, Estland

## Näringsliv
Av näringarna är Påmark främst känd för sin skodonsindustri, men även snickeri- och metallindustrin är betydande arbetsgivare.

## Befolkningsutveckling
| Befolkningsutvecklingen i Påmarks kommun 1975–2020                                                           | Befolkningsutvecklingen i Påmarks kommun 1975–2020 | Befolkningsutvecklingen i Påmarks kommun 1975–2020 | Befolkningsutvecklingen i Påmarks kommun 1975–2020 | Befolkningsutvecklingen i Påmarks kommun 1975–2020 |
| --- | -------------------------------------------------- | -------------------------------------------------- | -------------------------------------------------- | -------------------------------------------------- |
| |                                                    |                                                    |                                                    |                                                    |
| År |                                                    |                                                    | Folkmängd                                          |                                                    |
| 1975 | 1975                                               |                                                    | 3 029                                              |                                                    |
| 1980 | 1980                                               |                                                    | 3 009                                              |                                                    |
| 1985 | 1985                                               |                                                    | 3 028                                              |                                                    |
| 1990 | 1990                                               |                                                    | 2 934                                              |                                                    |
| 1995 | 1995                                               |                                                    | 2 808                                              |                                                    |
| 2000 | 2000                                               |                                                    | 2 639                                              |                                                    |
| 2005 | 2005                                               |                                                    | 2 528                                              |                                                    |
| 2010 | 2010                                               |                                                    | 2 460                                              |                                                    |
| 2015 | 2015                                               |                                                    | 2 240                                              |                                                    |
| 2020 | 2020                                               |                                                    | 2 063                                              |                                                    |
| Anm: Uppgifterna avser förhållandena den 31 december nämnda år enligt områdesindelningen den 1 januari 2022. |                                                    |                                                    |                                                    |                                                    |